# تسقي (تسقي)
تسقي هي إحدى مشيخات المملكة المغربية، تتبع جغرافيا لإقليم أزيلال وإداريًا لتسقي. يقدر عدد سكانها بـ 923 نسمة حسب الإحصاء الرسمي للسكان والسكنى لسنة 2004.